# 柿崎椋
柿崎 椋（かきざき むく、1月7日 - ）は、日本の漫画家。岩手県出身。代表作に『御来訪学園へようこそ!』『HIGH&HIGH』などがある。

## 作品リスト
- まほろばの国（『いち＊ラキ』2003年8月号） - デビュー作。
- 宇宙の人（『いち＊ラキ』2003年11月号）
- 千年旅（『いち＊ラキ』2004年1月号）
- 闇の聖者は嘘をつく（『いち＊ラキ』2004年3月号）
- CYNICAL WORLD〜冷たい世界〜（『いち＊ラキ』2004年5月号）
- 御来訪学園へようこそ!（『いち＊ラキ』2004年6月号 - 2007年12月号）
- HIGH & HIGH（『いち＊ラキ』2008年3月号 - 2012年1月号）
- 神サマ学園@あるめりあ（『いち＊ラキ』2012年3月号 - 2015年12月号）
- 妖王の花嫁（共著：凪桜、『いち＊ラキ』2016年2月号 - 2018年8月号）

## 書誌情報
単行本は全て冬水社〈いち＊ラキコミックス〉より刊行。
- 御来訪学園へようこそ!（2005年 - 2008年刊、全9巻）
  1. 2005年2月20日発売、ISBN 978-4887416369
  2. 2005年6月20日発売、ISBN 978-4887416543
  3. 2005年10月20日発売、ISBN 978-4887416796
  4. 2006年2月20日発売、ISBN 978-4887417045
  5. 2006年6月20日発売、ISBN 978-4887417205
  6. 2006年10月20日発売、ISBN 978-4887417380
  7. 2007年3月20日発売、ISBN 978-4887417540
  8. 2007年8月20日発売、ISBN 978-4887417977
  9. 2008年1月20日発売、ISBN 978-4887418370
- 宇宙の人-柿崎椋短編集-（2006年2月20日発売[1]、ISBN 978-4887417069）
  - 併録「千年旅」「闇の聖者は嘘をつく」「CYNICAL WORLD〜冷たい世界〜」「まほろばの国」
- HIGH & HIGH（2008年 - 2012年刊、全11巻）
  1. 2008年7月20日発売、ISBN 978-4887418639
  2. 2008年12月20日発売、ISBN 978-4887418875
  3. 2009年3月20日発売、ISBN 978-4887419094
  4. 2009年8月20日発売、ISBN 978-4887419353
  5. 2010年1月20日発売、ISBN 978-4887419704
  6. 2010年5月20日発売、ISBN 978-4864230032
  7. 2010年9月20日発売、ISBN 978-4864230346
  8. 2010年12月20日発売、ISBN 978-4864230773
  9. 2011年5月20日発売、ISBN 978-4864230940
  10. 2011年9月20日発売、ISBN 978-4864231329
  11. 2012年2月20日発売、ISBN 978-4864231527
- 神サマ学園@あるめりあ（2012年 - 2015年刊、全12巻）
  1. 2012年5月20日発売[2]、ISBN 978-4864231695
  2. 2012年11月20日発売[3]、ISBN 978-4864231923
  3. 2013年2月20日発売[4]、ISBN 978-4864232203
  4. 2013年6月20日発売[5]、ISBN 978-4864232302
  5. 2013年8月20日発売[6]、ISBN 978-4864232340
  6. 2013年12月20日発売[7]、ISBN 978-4864232524
  7. 2014年4月20日発売[8]、ISBN 978-4864232685
  8. 2014年8月20日発売[9]、ISBN 978-4864232852
  9. 2014年12月20日発売[10]、ISBN 978-4864233033
  10. 2015年4月20日発売[11]、ISBN 978-4864233101
  11. 2015年8月20日発売[12]、ISBN 978-4864233354
  12. 2015年12月20日発売[13]、ISBN 978-4864233477
- 妖王の花嫁（共著：凪桜、2016年 - 2018年刊、全8巻）
  1. 2016年4月20日発売[14]、ISBN 978-4864233767
  2. 2016年10月20日発売[15]、ISBN 978-4864233903
  3. 2017年2月20日発売[16]、ISBN 978-4864234009
  4. 2017年6月20日発売[17]、ISBN 978-4864234085
  5. 2017年10月20日発売[18]、ISBN 978-4864234191
  6. 2018年2月20日発売[19]、ISBN 978-4864234283
  7. 2018年4月20日発売[20]、ISBN 978-4864234320
  8. 2018年8月20日発売[21]、ISBN 978-4864234429

### 文庫版
文庫版は全て冬水社〈冬水社文庫〉より刊行。
- 御来訪学園へようこそ!（文庫版 2011年刊、全6巻）
  1. 2011年5月20日発売[22]、ISBN 978-4864230971
  2. 2011年5月20日発売[23]、ISBN 978-4864230988
  3. 2011年6月20日発売[24]、ISBN 978-4864230995
  4. 2011年6月20日発売[25]、ISBN 978-4864231008
  5. 2011年7月20日発売[26]、ISBN 978-4864231015
  6. 2011年7月20日発売[27]、ISBN 978-4864231022
- HIGH & HIGH（文庫版 2013年2月20日 - 6月20日刊、全7巻）
  1. 2013年2月20日発売[28]、ISBN 978-4864232111
  2. 2013年2月20日発売[29]、ISBN 978-4864232128
  3. 2013年4月20日発売[30]、ISBN 978-4864232135
  4. 2013年4月20日発売[31]、ISBN 978-4864232142
  5. 2013年6月20日発売[32]、ISBN 978-4864232159
  6. 2013年6月20日発売[33]、ISBN 978-4864232166
  7. 2013年6月20日発売[34]、ISBN 978-4864232173